# Франц Марія фон Тугут
Барон Іоан Амадей-Франц де Паула фон Тугут (нім. Johann Amadeus Franz de Paula Freiherr von Thugut; 8 березня 1736, Лінц — 29 травня 1818, Відень) — австрійський політичний діяч.

## Біографія
Походження і перші роки його життя оточені легендами; за одними відомостями, він був підкидьок, за іншими — син бідного човняра в Лінці. Початкове його прізвисько було Thunichtgut (недобре поводиться), з якого утворилося Thugut (добре поводиться). З раннього дитинства користувався особливим заступництвом Марії-Терезії, яке разом з його видатними здібностями дало йому можливість зробити блискучу кар'єру, незважаючи на всю антипатію придворних сфер, які не пробачили йому його походження і не любили за його гордовитий характер.
У 1752 році вступив до школи східних мов у Відні, в якій закінчив курс в 1754 році. У тому ж році вступив на службу до австрійського посольства в Константинополі. Там, підвищуючись на службі, він з перервами залишався до 1776 року. Особливо відзначені були його дипломатичні заслуги на мирному конгресі в Фокшанах (1772 рік), за що Марія-Терезія подарувала йому баронський титул. У 1776 році добився від Туреччини поступки Буковини на користь Австрії.
Потім він був дипломатичним представником Австрії при дворах неаполітанському, версальському, берлінському, варшавському і знову неаполітанському.
У 1791 році був відправлений посланником в Париж. Там він близько познайомився з Мірабо і був посередником у переговорах між ним і двором; посередництво це було далеко не безкорисливим. Взагалі, у своїй дипломатичній діяльності, Тугут не виявляв безкорисливості і на той час мав вже великі статки. Але значну їх частину він вклав у французькі папери; він хотів скористатися своїм перебуванням в Парижі для порятунку свого статку, але це йому не вдалося. У тому ж році він повернувся до Відня, і з того часу ненависть до революційної Франції була одним з головних рухових мотивів його політики; майже в такій же мірі він ненавидів, втім, і Пруссію.
У 1793 році він зайняв місце генерального директора державної канцелярії при В. Кауніці і в останній рік його життя фактично був міністром закордонних справ.
Під час війни з Францією кілька місяців провів з австрійською армією в Австрійських Нідерландах, де своїм нерозумінням військових справ і авторитетним притому тоном в їх обговоренні значно сприяв пануванні в армії плутанини. До того ж він виявив повну відсутність мужності при невдачах. Військова рада в Турне в травні 1794 року, що відбулася під його головуванням, постановила очистити Бельгію, маючи на увазі втрату цієї країни винагородити територіальними придбаннями в Польщі; очищення було зроблено досить поспішно, союзники не були завчасно попереджені про нього, і воно завдало значної шкоди справі коаліції.
Після смерті Кауніца в 1794 році вже офіційно зайняв пост міністра закордонних справ. Головним чином його справою було утворення в 1795 році потрійного союзу Англії, Росії та Австрії. Коли військові події і перемоги Бонапарта завдали сильного удару Австрії і погрожували її цілості, то Тугут повинен був укласти леобенський прелімінарний мир, однією з таємних статей якого було видалення зі служби самого Тугута, відбулося в 1797 році. Тугут зберіг весь свій престиж при дворі і його заступник Кобенцль був тільки виконавцем його політики.
У 1798 році Тугут знову зайняв пост міністра закордонних справ; призначення це само по собі служило симптомом розриву з Францією; скоро була організована друга коаліція проти Франції, душею якої був Тугут.
Вбивство французьких послів біля Раштатту (1799 рік) було, по всій ймовірності, або цілком справою Тугута, або принаймні абсолютно не без його участі; у всякому разі він стояв на чолі уряду, який спустив на гальмах слідство у цій справі. Існують підстави припускати, що при цьому вбивстві Тугут керувався не тільки своєрідно сприйнятими державними інтересами, а й безпосередньо суто особистими міркуваннями, так як у викраденому у французьких послів архіві були нібито документи, що ганьблять особисту честь австрійського міністра. Так як всі документи, що стосуються цього вбивства, зникли безповоротно, то це обвинувачення не може бути ні доведено, ні спростовано.
У 1799 році був також головою придворної військової ради («гофкрігсрата») у Відні, намагався звідти керувати операціями на театрах військових дій, обмежуючи ініціативу командувачів і заважаючи їм.
Нові перемоги Наполеона змусили Тугута в 1801 році остаточно скласти з себе свої повноваження і піти в приватне життя. Він був зразком спритного, хитрого дипломата-інтригана, який пройшов хорошу школу при дворі султана в Константинополі, не гребував жодними засобами, навіть удавався до підкупу.